# 石原白道
石原 白道（いしはら はくどう、安政3年（1856年） - 大正5年（1916年）8月）は明治時代から大正時代にかけての洋画家。

## 略歴
安政3年（1856年）に江戸に生まれる。九十九道人と号した。始めは住吉内記に日本画を学び、石丸七三郎、川村清雄らに洋画を学んだ。明治35年（1902年）、川村らとともに巴会を結成した。大正5年（1916年）8月に没した。享年61。

## 作品
- 「塹壕手昼間ノ休憩」 絵葉書 明治38年（1905年）
- 「陣中経理」 絵葉書 明治38年（1905年）